# 马里尼勒洛宗
马里尼勒洛宗（法語：Marigny-le-Lozon，法語發音：[maʁiɲi lə lozɔ̃]）是法国芒什省的一个市镇，属于圣洛区。该市镇于2016年由原市镇马里尼和洛宗合并而成。

## 地理
马里尼勒洛宗（49°5'59"N, 1°14'20"W）面积19.17 平方千米，位于法国诺曼底大区芒什省，该省份为法国西北部沿海省份，西、北、东北三面环大西洋，东起顺时针与卡爾瓦多斯省、奧恩省、马耶讷省和伊勒-维莱讷省接壤。
与马里尼勒洛宗接壤的市镇（或旧市镇、城区）包括：卡姆图尔、卡朗蒂伊、欧特维尔拉吉沙尔、勒洛雷、勒梅尼勒阿梅、洛宗河畔蒙特勒伊、基布、勒米伊莱马赖、泰尔瓦勒、勒梅尼勒厄里、弗热尔。
马里尼勒洛宗的时区为UTC+01:00、UTC+02:00（夏令时）。

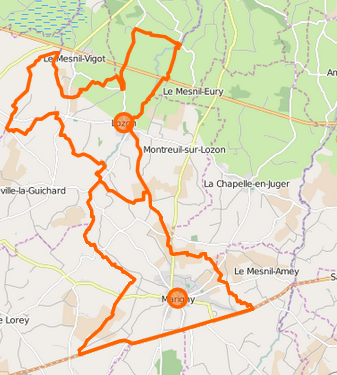
马里尼勒洛宗的OSM定位图

## 行政
马里尼勒洛宗的邮政编码为50570，INSEE市镇编码为50292。

## 政治
马里尼勒洛宗所属的省级选区为圣洛第一县。

## 人口
马里尼勒洛宗于2022年1月1日时的人口数量为2754人。